# Philippe d'Argenlieu
Pour les articles homonymes, voir Thierry d'Argenlieu (homonymie).
Philippe d'Argenlieu est un homme politique français né le 25 septembre 1892 à Bordeaux (Gironde) et décédé le 21 mai 1977 à Coulongé (Sarthe).
Figure marquante de la vie politique sarthoise au XXe siècle, Philippe d’Argenlieu a été sénateur de la Sarthe pendant 17 ans et maire de Coulongé pendant près d’un demi-siècle. Défenseur de l’aménagement rural et des agriculteurs, il a également été un acteur engagé de la politique étrangère française sous la IVe et Ve République.

## Biographie
Après des études secondaires au lycée Gérôme à Vesoul, puis à Paris (lycée Janson-de-Sailly), Philippe d’Argenlieu participe activement à la Première Guerre mondiale en tant qu’officier. Il est grièvement blessé lors de la bataille de la Somme en 1916. Pour ses actions, il reçoit la croix de guerre française, la croix de guerre belge et est fait chevalier de la Légion d’honneur en 1929.
En 1925, il quitte l’armée et s’installe dans la Sarthe, où il se consacre à l’exploitation agricole de son domaine à Cherbon, Coulongé. Il est élu maire de Coulongé en 1930, fonction qu’il occupera sans interruption jusqu’à sa mort. Mobilisé à nouveau en 1939, il s’engage ensuite dans la Résistance, hébergeant évadés et résistants durant l’Occupation.

## Parcours politique
Élu député de la Sarthe à la première Assemblée nationale constituante en 1945 sous l’étiquette de l’Entente républicaine, il se retire rapidement de la vie politique, déçu par l’instabilité de la IVe République.
Il revient en 1951, élu sénateur RPF lors d’une partielle provoquée par la démission de Raymond Dronne. Il est réélu en 1952 et 1958, siégeant successivement dans les groupes du RPF, des Républicains sociaux puis de l’UNR sous la Ve République.
Il est membre et vice-président (1956–1967) de la Commission des affaires étrangères, ainsi que membre de la Commission des affaires économiques.
Spécialiste des questions agricoles, il milite pour l’équipement rural (routes, électricité, eau, habitat) et dénonce à plusieurs reprises la concurrence déloyale pesant sur l’agriculture française, notamment dans la filière avicole. Il publie un article en 1959 dans Le Parlement économique et financier plaidant pour un soutien renforcé de l’État à la ruralité.
Sur les questions militaires, il défend le service national obligatoire et intervient lors des débats sur le statut des objecteurs de conscience.
Il s’illustre également sur les dossiers de politique étrangère : en 1962, en tant que rapporteur du traité de cession des anciens établissements français en Inde, il plaide pour les droits des ressortissants français. Il défend la présence française outre-mer et la souveraineté en Sarre.
En tant que sénateur, il vote pour la loi de 1960 autorisant le gouvernement à légiférer sur l’ordre public et l’administration de l’Algérie. Il vote pour la réforme des régimes matrimoniaux en 1965, et ne participe pas au vote de la loi Neuwirth sur la contraception en 1967.

## Engagements locaux et agricoles
Parallèlement à son mandat parlementaire, Philippe d’Argenlieu est président du syndicat des exploitants agricoles, membre du syndicat des agriculteurs de France et du syndicat des propriétaires forestiers. Très impliqué dans la vie locale, il siège au bureau de l’association des maires et adjoints de la Sarthe, puis au comité directeur de l’association des maires de France à partir de 1959.

## Fin de vie et distinctions
Battu aux sénatoriales de 1968, il se retire de la vie nationale mais reste maire de Coulongé jusqu’à son décès en 1977. Il est promu commandeur de la Légion d’honneur en 1970, et titulaire de la médaille d’argent communale et départementale.
Son épouse est décédée en 1986 à 82 ans.

## Hommages et distinctions
- Commandeur de la Légion d'honneur (1970)
- Croix de guerre 1914-1918 (France et Belgique)
- Médaille d'argent communale et départementale

Une rue de Coulongé porte son nom.